# Rudolf Götz

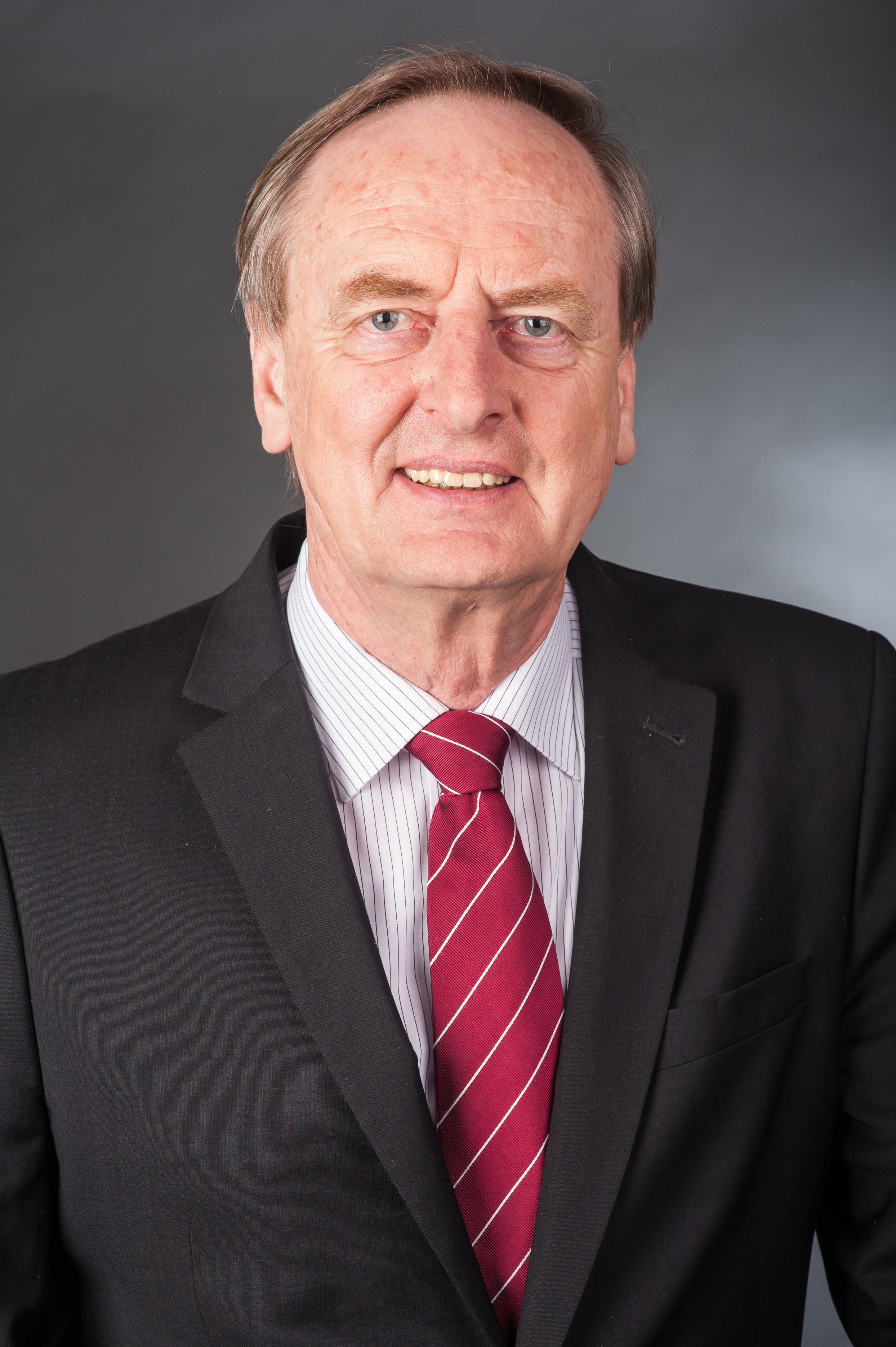
Rudolf Götz, 2013

Rudolf Götz (* 22. Februar 1949 in Osterode am Harz) ist ein deutscher CDU-Politiker. Er war von 2003 bis 2017 Mitglied des Niedersächsischen Landtages. Götz ist verheiratet und hat zwei Kinder.

## Ausbildung und Beruf
Nach der Realschule machte Götz eine Ausbildung bei der Polizei Niedersachsen. Von 1979 bis zu seinem Einzug in den Landtag war er als Polizeihauptkommissar im Kriminal- und Ermittlungsdienst beim Polizeikommissariat Bad Gandersheim tätig.

## Politik
Seit 1972 ist Rudolf Götz Mitglied der CDU. Von 2004 bis 2016 war er Vorsitzender des CDU-Kreisverbandes Goslar.
49 Jahre lang, von 1972 bis 2021 war Götz Mitglied des Stadtrates von Seesen. In dieser Zeit war er 20 Jahre lang, von 2001 bis 2021, Vorsitzender der dortigen CDU-Fraktion. Außerdem gehörte er dem Kreistag des Landkreises Goslar und der Verbandsversammlung des Zweckverbandes Großraum Braunschweig an.
Von 2003 bis 2017 gehörte Rudolf Götz als Direktkandidat des Wahlkreises Seesen dem Niedersächsischen Landtag an. Von 2003 bis 2013 war er Landesbeauftragter für Heimatvertriebene und Spätaussiedler. Bei der Landtagswahl 2017 trat Götz nicht wieder an.
Götz ist Mitglied der Gewerkschaft der Polizei im DGB.